# Hetereleotris margaretae
Hetereleotris margaretae är en fiskart som beskrevs av Hoese, 1986. Hetereleotris margaretae ingår i släktet Hetereleotris och familjen smörbultsfiskar. Inga underarter finns listade i Catalogue of Life.